# الدوري الهولندي الدرجة الثانية 1960–61
الدوري الهولندي الدرجة الثانية 1960–61 (بالهولندية: Tweede divisie 1960/61)‏ هو موسم من الدوري الهولندي الدرجة الثانية. فاز فيه نادي هارلم.